# Panzer-Division Feldherrnhalle
La Panzer-Division Feldherrnhalle (conosciuta anche con il nome di Feldherrnhalle SA Panzer-Division) era una divisione corazzata dello Heer, costituita nel novembre 1944 a partire dall'omonima unità panzergrenadier.

## Origini
Le origini della Feldherrnhalle si possono far risalire al 1935, quando fu costituita la SA-Standarte Feldherrnhalle. Si trattava di un'unità scelta delle Sturmabteilung, rinominata semplicemente Feldherrnhalle nel 1936. Questa unità era organizzata in dieci Wachsturmbann, situati in altrettante località. La Feldherrnhalle partecipò all'annessione dell'Austria nel 1938 e, nel mese di settembre, venne posta sotto il controllo della Wehrmacht. I comandanti furono l'SA-Brigadeführer Reimann ed Hermann Göring.
L'anno successivo, parte dell'unità fu trasferita nella Luftwaffe, mentre il resto divenne il 271. Infanterie-Regiment.

## Storia
La nascita della divisione panzergrenadier Feldherrnhalle risale al giugno 1943, a partire dai resti della 60. Infanterie-Division, che era stata completamente distrutta durante la battaglia di Stalingrado. Inizialmente, era previsto che la nuova unità avrebbe dovuto chiamarsi 60. Panzergrenadier-Division. Successivamente, si optò per l'altra denominazione, a causa dell'alto numero di componenti delle SA. I reggimenti che la composero erano, in effetti, i resti di quei 120. e 271 Infanterie-Regiment che avevano costituito la 60.
Formata in Francia, dall'ottobre 1943 la Feldherrnhalle venne impiegata sul fronte orientale, entrando tra le file della 3. Panzerarmee, venendo coinvolta nelle battaglie intorno alla città di Vicebsk in Bielorussia. All'inizio del gennaio 1944, la divisione subiva numerose e ingenti perdite nei cruenti scontri intorno alla città.
Nel novembre 1944, si decise di trasformarla in una divisione corazzata. Distrutta in Ungheria nella battaglia di Budapest (gennaio 1945), fu ricostruita il mese successivo. Si arrese in Austria alla fine della guerra.

## Ordine di battaglia
Nel giugno 1943 la Panzer-Division Feldherrnhalle (Divisione Corazzata "Loggia dei Marescialli") aveva il seguente ordine di battaglia:
- Division Stab' Feldherrnhalle (Comando di Divisione "Feldherrnhalle")
- Füsilier-Regiment Feldherrnhalle (Reggimento Fucilieri "Feldherrnhalle")
- Grenadier-Regiment Feldherrnhalle (Reggimento Granatieri "Feldherrnhalle")
- Panzer-Abteilung Feldherrnhalle (Reparto Corazzato "Feldherrnhalle")
- Panzer-Aufklärungs-Abteilung Feldherrnhalle (Reparto Corazzato di Ricognizione "Feldherrnhalle")
- Artillerie Regiment Feldherrnhalle (Reggimento Artiglieria "Feldherrnhalle")
- FlaK-Bataillon Feldherrnhalle (Battaglione Cannoni Contraerei "Feldherrnhalle")
- Pionier-Bataillon Feldherrnhalle (Battaglione Pionieri "Feldherrnhalle")
- Nachrichten-Kompanie Feldherrnhalle (Compagnia Informazioni "Feldherrnhalle")

## Comandanti
- Tenente generale Otto Kohlermann (giugno 1943 - 3 aprile 1944)
- Maggior generale Friedrich-Carl von Steinkeller (3 aprile 1944 - 8 luglio 1944)
- Maggior generale Günther Pape (8 luglio 1944 - 8 maggio 1945)